# Burton & Taylor
Burton & Taylor is een televisiefilm voor BBC Four, geregisseerd door Richard Laxton, en gebaseerd op het legendarische acteurskoppel en voormalige echtgenoten  Richard Burton en Elizabeth Taylor, gedurende hun voorbereidingen voor het toneelstuk Private Lives uit 1983'. De titelrollen komen voor rekening van Helena Bonham Carter en Dominic West.

## Verhaal
De focus ligt op een van de meest fascinerende, glamoureuze en stormachtige relaties van de 20e eeuw, Burton en Taylor geeft een inzicht in het 'privé-leven' van twee van de beroemdste filmsterren van hun tijd, Elizabeth Taylor (Helena Bonham Carter) en Richard Burton (Dominic West).

## Cast
- Helena Bonham Carter als Elizabeth Taylor
- Dominic West als Richard Burton
- William Hope als John Cullum
- Michael Jibson als Mike
- Lenora Crichlow als Chen Sam
- Sarah Hadland als Kathryn Walker
- Stanley Townsend als Milton Katselas
- Greg Hicks als Zev Buffman

## Productie
De belangrijkste filmlocatie voor de film waren voornamelijk de Londense wijken Chiswick en Tower Hamlets. Het filmen duurde slechts 18 dagen. Bonham Carter bezocht een astroloog om zich voor te bereiden op de rol, omdat ze het karakter van Elizabeth Taylor vanuit een ander perspectief wilde benaderen. Bonham Carter en West hebben beiden in interviews aangegeven dat ze meerdere opnames van beide sterren hebben bekeken en ook verschillende boeken hebben gelezen, zoals  Furious Love van Sam Kashner en Nancy Schoenberger. West bezocht zelfs de geboorteplaats van Burton om zo meer van de acteur te weten te komen.